# XVideos
Az XVideos egy pornográf videók megosztására és megtekintésére szolgáló internetes portál, 2007-ben Párizsban alapították. A weboldalt a cseh WGCZ Holding cég regisztrálta. 2020 áprilisától ez volt a leglátogatottabb pornó webhely és a nyolcadik leglátogatottabb webhely a világon.

## Leírás
A XVideos-t 2007-ben Párizsban alapította Stephane Michael Pacaud. A XVideos pornográf médiagyűjtőként szolgál, egyfajta webhely, amely ugyanúgy hozzáférést biztosít a felnőtteknek szóló tartalmakhoz, mint a YouTube az általános tartalmakhoz.  A professzionális videókból származó videoklipek keverve vannak az amatőr és más típusú tartalmakkal.  2012-re a XVideos volt a legnagyobb pornówebhely a világon, havonta több mint 100 milliárd oldalmegtekintéssel. Fabian Thylmann, a MindGeek tulajdonosa, megpróbálta megvásárolni az XVideos-t 2012-ben. Az XVideos francia tulajdonosa elutasította a bejelentett több mint 120 millió dolláros ajánlatot, mondván: „Sajnálom, mennem kell, és játszanom a Diablo II-t.” 2014-ben a XVideos ellentmondásosan megkísérelte a tartalomszolgáltatókat arra kényszeríteni, hogy vállalják, hogy lemondanak a videóik fiókjaikról való törlésének vagy a fiókjaik azonnali bezárásának jogáról.

## Fordítás
- Ez a szócikk részben vagy egészben az XVideos című angol Wikipédia-szócikk ezen változatának fordításán alapul.  Az eredeti cikk szerkesztőit annak laptörténete sorolja fel. Ez a jelzés csupán a megfogalmazás eredetét és a szerzői jogokat jelzi, nem szolgál a cikkben szereplő információk forrásmegjelöléseként.